# Spastonyx nemognathoides
Spastonyx nemognathoides is een keversoort uit de familie van oliekevers (Meloidae). De wetenschappelijke naam van de soort is voor het eerst geldig gepubliceerd in 1870 door Horn.